# Pakożer leśny
Pakożer leśny, pies leśny (Speothos venaticus) – gatunek niewielkiego, drapieżnego ssaka z rodziny psowatych (Canidae), o krótkich kończynach i krępym tułowiu. Zamieszkuje lasy i zabagnione sawanny środkowej i południowej Ameryki. Zwierzę początkowo było odkryte i opisane z jaskini w Brazylii, jako zwierzę kopalne. Obecnie mimo dużego zasięgu zwierzę nie należy do najpospolitszej fauny tropikalnej. Jest to jedyny przedstawiciel rodzaju Speothos. W Brazylii zwierzę zwie się: cachorro-vinagre,  cachorro-do-mato (pies leśny) lub perro de monte (pies górski).

## Występowanie i środowisko
Pakożer leśny znakomicie przystosował się do życia w lasach. Występuje w kilku różnorodnych siedliskach od gęstych lasów po półleśne tereny trawiaste. Zamieszkuje podmokłe i bagienne tereny lasów deszczowych (żyje zawsze w pobliżu zbiorników wodnych) głównie selvas, lasy zalewowe i galeriowe, a także wilgotne lasy podrównikowe oraz bagniste, półleśne sawanny porośnięte drzewami i krzewami w Panamie, Kolumbii, Brazylii (Amazonia i stan Amazonas), Wenezueli, północnej Argentynie (prowincja Misiones), Peru i Gujanie.

## Ewolucja i systematyka
Hipotetyczny przodek pakożera leśnego pojawił się w Ameryce Południowej ok. 2,5 mln lat temu. W tym czasie wskutek ewolucji filetycznej powstał współczesny pakożer leśny. Ostatnie badania mitochondrialnego DNA wskazują na wcześniejsze rozejście się linii ewolucyjnych psa leśnego od pozostałych gatunków (Wayne, 1993, Nowak, 1999). Do niedawna zaliczano go do podrodziny Simocyoninae (razem z cyjonem i likaonem). Czasami przeważała teoria bliskiego pokrewieństwa z wilczkiem krótkouchym czy majkongiem krabożernym. Najnowsze badania jednoznacznie wskazują, że najmniej różne DNA ma pies leśny z pampasowcem grzywiastym (Chrysocyon brachyurus). Psa leśnego klasyfikuje się w plemieniu Canini, w podplemieniu Speotha, sygnalizując jednoznacznie oddzielność genetyczną od pozostałych gatunków. Wyróżnia się trzy podgatunki psa leśnego.

## Wygląd
Pakożery leśne nie wyglądają jak klasyczne psowate, wyglądem przypominają raczej łasicę bądź wydrę, co jest efektem wodno-lądowego trybu życia. Osiągają długość ciała 55–75 cm, ogona 12–15 cm i wysokość w kłębie 30 cm. Masa ciała waha się w granicach 5–7 kg. Mają krótkie nogi (przystosowane do przebywania w gęstym lesie) i krępy tułów. Krótki i szeroki nieco zaokrąglony pysk, (czasami bardziej szpiczasto zakończony) małe zaokrąglone uszy. Szorstkie i szczeciniaste – brązowe, żółtawobure bądź ciemnokasztanowate futro, jaśniejsze na głowie i szyi (także na karku), ciemniejsze na ogonie i kończynach. Posiada małą okrągłą czaszkę (obwód 13 cm.) z 40 zębami (charakterystycznie zmodyfikowane siekacze z dłuższą i ostrzejszą koroną niż u innych psowatych) i silnymi szczękami przystosowanymi do rozszarpywania ofiar. Posiada błony pławne, co świadczy o stosunkowo częstym przebywaniu w środowisku wodnym. Diploidalna liczba chromosomów wynosi 74 (36 par).

## Pożywienie
Pakożery leśne są bardzo sprawnymi łowcami przystosowanymi do atakowania zwierząt nawet trzykrotnie większych od siebie. Mimo że są bardzo towarzyskie na swoją główną zdobycz jaką są duże gryzonie polują osobno. W skład ich diety wchodzą: kapibary, aguti, akuczi, paki, inne gryzonie, młode tapiry, nandu, od czasu do czasu dietę urozmaicając jaszczurkami, płazami i większymi rybami.

## Rozmnażanie i tryb życia

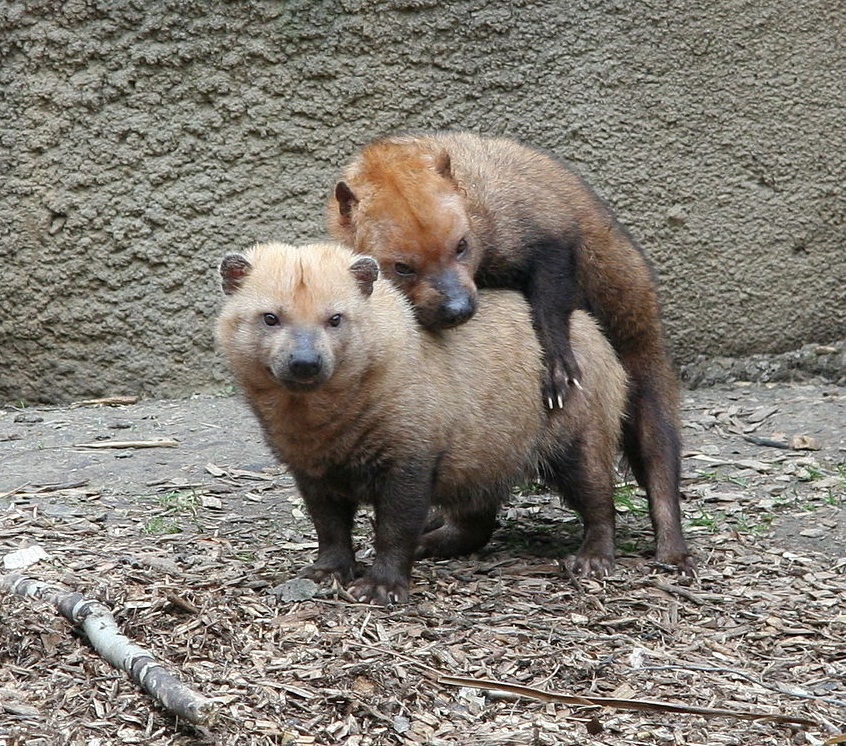
Kopulacja pakożera leśnego

Zwierzę znakomicie pływa, potrafi nurkować, często poluje na swoje ofiary w wodzie. Niewiele wiadomo na temat społecznego zachowania i rozrodu tego gatunku. Psy leśne są bardzo towarzyskimi ssakami, żyją w stadach liczących 10-12 zwierząt. Prowadzą dzienny tryb życia, noc spędzają w norach (najczęściej wykopanych przez pancerniki), bądź w szczelinach skał lub pustych i spróchniałych pniach drzew. Podobnie jak inne psowate są wysoce hierarchiczne, samice alfa często niszczą mioty innych samic lub nie dopuszczają ich do wchodzenia w okres rui. Psy leśne są prawdopodobnie monogamiczne, czyli jedna para łączy się na całe życie. Okres rui trwa ok. 4 dni, w czasie której między samicą alfa a samcem alfa wielokrotnie dochodzi do zbliżenia. Po okresie ciąży trwającej ok. 63-67 dni, rodzi się od 2 do 6 młodych (średnio 3-4) którymi opiekują się obydwoje rodzice oraz reszta stada. Młode ważą ok. 130-190 gramów (Nowak, 1999). Szarobrązowe młode rodzą się ślepe i nieporadne, oczy otwierają w drugim tygodniu życia. Po około 8 tygodniach młode przestają przyjmować mleko matki i zaczynają dostawać lekko nadtrawiony pokarm mięsny. Rodzice opiekują się młodymi do piątego miesiąca życia, później podrostki zaczynają polować wraz z rodzicami (Nowak, 1999). Zarówno samce jak i samice osiągają dojrzałość płciową w pierwszym roku życia. Nie poznano jeszcze dokładnie areału i powierzchni terytorium jaki zajmuje stado psów leśnych, jedno jest pewne, w zależności od warunków siedliskowych, wielkości stada i dostępnego pokarmu jest on różny (Lounak, 2007). Mimo że psy leśne są w dużym stopniu towarzyskie, na ogół polują indywidualnie. Samce w nieco dziwny sposób zaznaczają swoje terytorium, nie podnoszą tylnej nogi, jak to robią inne psy, ale podczas oznaczania cały tułów zostaje oparty na tylnych kończynach o jakiś przedmiot np. drzewo lub część skały. Psy leśne w naturalnym środowisku dożywają 10 lat.

## Podgatunki
Wyróżnia się trzy podgatunki pakożera leśnego:
- Speothos venaticus panamensis (Panama)
- Speothos venaticus venaticus (Ekwador i Kolumbia (na zachód od Andów), północna Wenezuela, Surinam, Gujana, północna i centralna Brazylia i zagrożony w Peru, Boliwii, Paragwaju i Argentynie)
- Speothos venaticus wingei (południowo-wschodnia Brazylia)

## Antagonizm
Pakożer leśny ma wielu naturalnych wrogów, do których należą jaguary amerykańskie, pumy płowe, kajmany, anakondy i duże ptaki drapieżne np. harpie wielkie. Wśród konkurentów o zasoby środowiska i pożywienia jedynie oceloty wielkie i wielkie koty (puma płowa, jaguar amerykański) są godne zauważenia.

## Zagrożenia
Pakożer leśny jest rzadkim gatunkiem na całym obszarze zasięgu występowania. Mimo że ze strony człowieka nie grozi im bezpośrednie niebezpieczeństwo, to niszczenie środowiska i hodowanie tych psów jako zwierzęta domowe oraz niskie cykle dynamiki populacji mogą stanowić pewną groźbę dla tego rzadkiego gatunku. Pies leśny jest jednym z ośmiu gatunków zwierząt, jakie planują sklonować brazylijscy naukowcy, by zapobiec wyginięciu gatunku.

## Status ochrony
Zwierzę jest prawnie chronione w większości krajów gdzie istnieją populacje tego gatunku. Pies leśny w klasyfikacji IUCN jest sklasyfikowany jako podwyższonego ryzyka (NT), ponieważ gatunek ma zbyt dużo izolowanych małych populacji poprzedzielanych nieodpowiednimi siedliskami, co może skutkować brakiem przepływu genów i zbyt małą zdrowotnością populacji. Zwierzę jest wpisane w załączniku Międzynarodowej Konwencji o Handlu Gatunkami Zagrożonymi Wyginięciem: CITES zwanej "Konwencją Waszyngtońską", handel i produkcja organiczna powinna być uregulowana odpowiednimi pozwoleniami-Appendix I (gatunek zagrożony). Gatunek jest często hodowany w ogrodach zoologicznych świata. (Burton i Burton, 1988; Nowak, 1999; Thornback i Jenkins, 1982)